# Chaumont-sur-Tharonne
Chaumont-sur-Tharonne är en kommun i departementet Loir-et-Cher i regionen Centre-Val de Loire i de centrala delarna av Frankrike. Kommunen ligger i kantonen Lamotte-Beuvron som tillhör arrondissementet Romorantin-Lanthenay. År 2022 hade Chaumont-sur-Tharonne 1 045 invånare.

## Befolkningsutveckling
Antalet invånare i kommunen Chaumont-sur-Tharonne
| Referens: INSEE |